# Në zemër
Në zemër (svenska: i hjärtat) är en låt på albanska framförd av Rezarta Smaja. Låten är både skriven och komponerad av Sokol Marsi.
Låten framfördes av den albanska sångerskan Rezarta Smaja i Festivali i Këngës 52 i december 2013. Smaja framförde "Në zemër" som nummer 14 av 16 deltagare i finalen. I juryomröstningen fick Smaja den första 12:an, men fick mot slutet färre poäng och slutade, för andra året i rad, på en sjundeplats som hon denna gång delade med gruppen Na.